# Franziska Hentke
Franziska Hentke (ur. 4 czerwca 1989 w Wolfen) – niemiecka pływaczka, mistrzyni Europy i wicemistrzyni świata.
Specjalizuje się w pływaniu stylem motylkowym. W 2016 roku zdobyła złoty medal mistrzostw Europy w Londynie na dystansie 200 m stylem motylkowym oraz srebro na tym samym dystansie podczas Mistrzostw Europy w Pływaniu na krótkim basenie 2013 w Herning.
W 2017 roku na mistrzostwach świata w Budapeszcie zdobyła srebrny medal w konkurencji 200 m stylem motylkowym, uzyskawszy czas 2:05,39.